# Augustin Chauvet
Augustin Chauvet, né le 28 juin 1900 à Salins (Cantal) et mort le 2 juillet 1988 à Boulogne-Billancourt (Hauts-de-Seine), est un homme politique français.
Membre de l'UDSR, du Centre républicain, de l'UNR-UDR puis du RPR, il est député du Cantal de 1956 à 1980 ainsi que maire de Mauriac (1965-1983) et président du conseil régional d'Auvergne (1977).

## Biographie
Docteur en droit, fonctionnaire des services fiscaux, puis rédacteur et administrateur au ministère des Finances, Augustin Chauvet termine sa carrière avec le grade de sous-directeur dans la direction de la législation du ministère des Finances[réf. nécessaire].
En 1949, il commence son parcours politique en étant élu conseiller général dans le canton de Salers. En 1956, il est élu député du Cantal sous l'étiquette de l'UDSR, par attachement à René Pléven, son mentor. En 1958, l’instauration du scrutin d'arrondissement — avec deux députés pour le Cantal au lieu de trois — lui fait choisir d'être affecté après son élection à la circonscription législative d'Aurillac. Il rejoint alors les bancs du groupe Entente démocratique puis intègre le Mouvement républicain populaire (MRP), siégeant au Centre démocratique.
Après avoir été maire d'Anglards-de-Salers (1947-1965), il est élu maire de Mauriac en 1965. Membre des partis gaullistes (UNR, UNR-UDT, UD-Ve, UDR, RPR), il est réélu député du Cantal en 1962 et 1968, 1973 et 1978.
Augustin Chauvet signe l'« appel des 43 » en faveur de la candidature de Valéry Giscard d'Estaing à l'élection présidentielle de 1974.
En janvier 1977, il est élu président du conseil régional d'Auvergne au bénéfice de l’âge, la droite et la gauche disposant du même nombre de sièges. En septembre suivant, alors que l’opposition est devenue majoritaire à la suite des élections municipales de mars, il donne se démission et ne brigue pas un nouveau mandat lors du scrutin du mois suivant, la présidence de l’assemblée régionale revenant alors au socialiste Maurice Pourchon.
Il démissionne de l’Assemblée nationale en 1980, après avoir échoué aux élections sénatoriales de la même année, se déclarant « écœuré par les manœuvres » de ses collègues du conseil général visant à l’empêcher d’être élu à la chambre haute. Le socialiste René Souchon lui succède à l’Assemblée nationale. Bien qu’ayant annoncé son retrait de la vie politique, Augustin Chauvet conserve son mandat de maire de Mauriac jusqu’à la fin de l’année 1983.
Augustin Chauvet meurt en 1988, à 88 ans.

## Détail des fonctions et des mandats
- Conseil général du Cantal (élu dans le canton de Salers) de 1949 à 1980
- Député (du Cantal puis de la 1re circonscription du Cantal) de 1956 à 1980
- Maire de Mauriac de 1965 à 1983
- Président du conseil régional d'Auvergne en 1977